# Vertrauensarzt
Ein Vertrauensarzt ist in der Schweiz ein Arzt, der im Auftrag der öffentlichen Gesundheitsverwaltung (Gesundheitsämter) oder der gesetzlichen Kranken- und Rentenversicherung den Gesundheitszustand von Personen begutachtet und weitere gutachterliche Funktionen ausübt, beispielsweise als Gutachter oder bei der Feststellung von Dienst- bzw. Arbeitsfähigkeit, und der seine Auftraggeber in medizinischen Fachfragen berät.
Hierbei kann der Vertrauensarzt freiberuflich, mit oder ohne eigener Praxis oder aber auch Angestellter des medizinischen Dienstes der Krankenversicherungen sein.
In der Schweiz haben sich die Vertrauensärzte organisiert; die Schweizerische Gesellschaft der Vertrauensärzte (SGV) wurde 1985 gegründet.

## Deutschland
In Deutschland ist der Begriff Vertrauensarzt nicht allgemeingültig festgelegt. Als Vertrauensarzt wird in der Regel ein Arzt des Medizinischen Dienstes der Krankenkassen bezeichnet. Als Amtsarzt wird er in Deutschland in der Regel bezeichnet, wenn er angestellter oder verbeamteter Mitarbeiter einer Behörde ist.